# 戸畑駅
戸畑駅（とばたえき）は、福岡県北九州市戸畑区汐井町にある、九州旅客鉄道（JR九州）鹿児島本線の駅である。駅番号はJA25。
駅周辺の工場跡地と共に再開発が行われ、1999年に駅舎が約150m西側に移転し、現在の位置になった。特急列車の約半分と快速・普通の全列車が停車する。

## 歴史
- 1902年（明治35年）12月27日[1]：九州鉄道（初代）が開設[4]。
- 1907年（明治40年）7月1日：九州鉄道（初代）が国有化により帝国鉄道庁が所管[4]。
- 1950年（昭和25年）4月30日：火災により駅舎全焼[5]。
- 1964年（昭和39年）9月27日：3代目駅本屋完工[5]。（九州で6番目の民衆駅[5]、地上4階、地下1階）
- 1966年（昭和41年）10月1日：小倉 - 折尾駅間複々線工事完成により乗降ホームが築堤上に移設。
- 1984年（昭和59年）2月1日：貨物の取り扱いを廃止[4]。
- 1985年（昭和60年）3月14日：荷物扱い廃止[4]。
- 1987年（昭和62年）4月1日：国鉄分割民営化により九州旅客鉄道が継承[4]。
- 1998年（平成10年）7月6日：4代目駅舎の起工式[5]。
- 1999年（平成11年）3月1日：現4代目駅本屋完工[6]。
- 2000年（平成12年）4月24日：自動改札機を設置し、供用開始[7]。
- 2009年（平成21年）3月1日：ICカード「SUGOCA」の利用を開始[8]。
- 2020年（令和2年）4月1日：JR九州サービスサポートが駅業務を受託する業務委託駅となる[9]。
- 2022年（令和4年）
  - 2月24日：みどりの窓口隣に、西鉄バス北九州定期券販売窓口を設置[10]
  - 3月12日：みどりの窓口の営業時間が短縮され、7時30分から19時までの営業となる[3]。
- 2023年（令和5年）10月1日：再び直営駅となる[11]。

## 駅構造

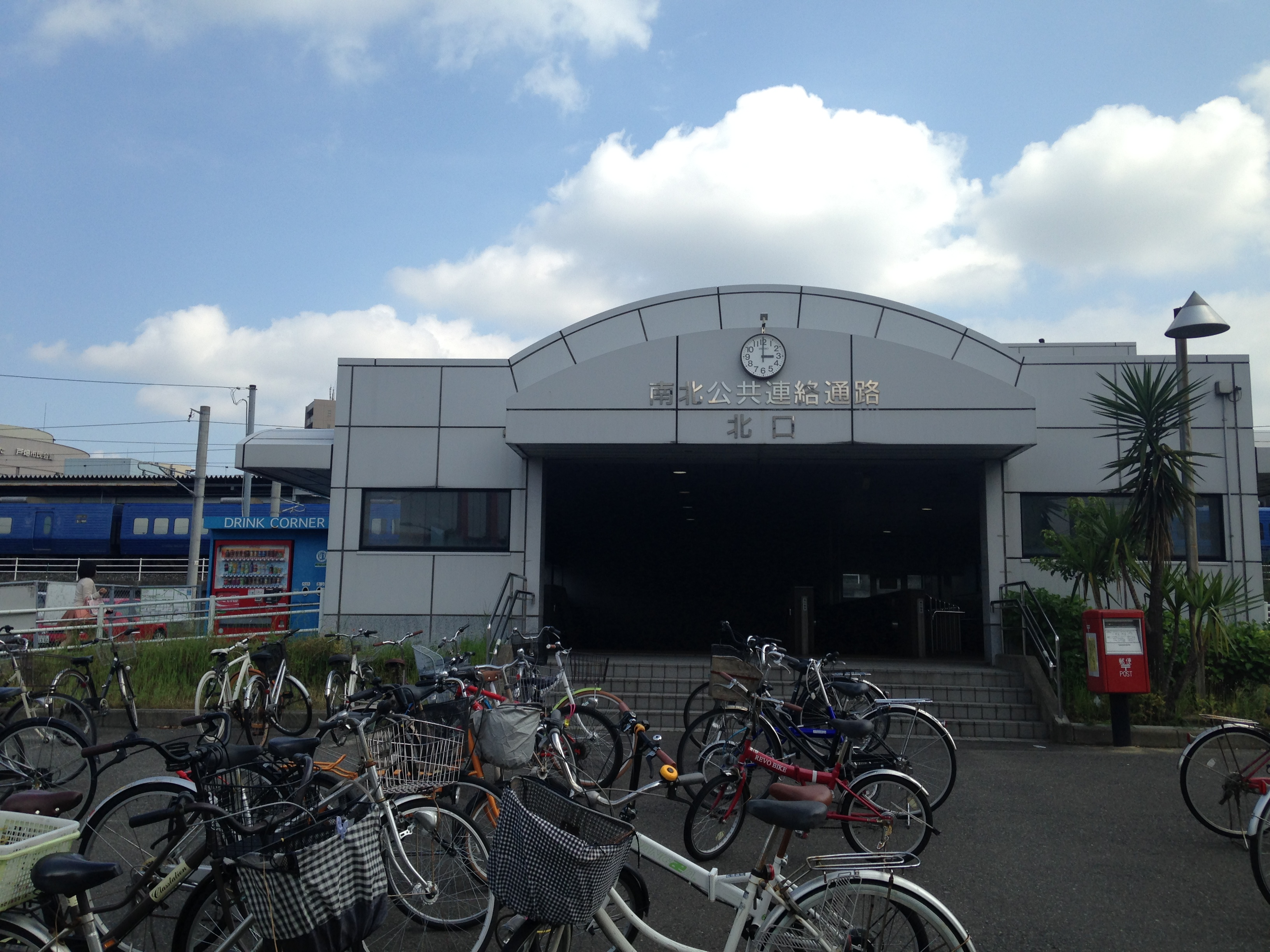
自由通路北口

島式ホーム1面2線を有する築堤上の高架駅。改札は南口にあり、改札脇にホーム下を通る自由通路が設置されている。
直営駅で、みどりの窓口が設置されている。JRの特定都区市内制度における「北九州市内」の駅である。

### のりば

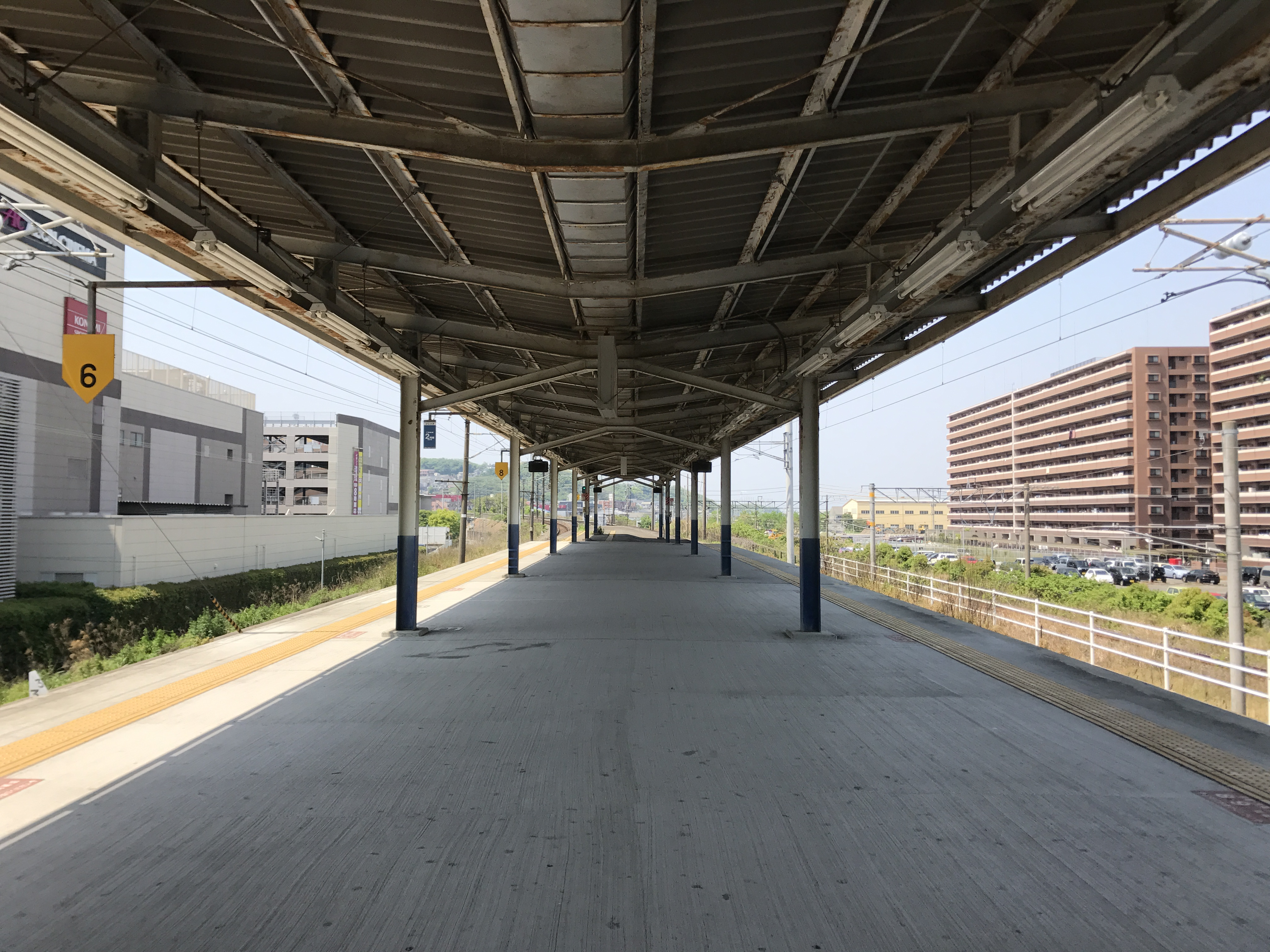
ホーム（2017年4月）

| のりば | 路線                              | 方向 | 行先                     |
| ------ | --------------------------------- | ---- | ------------------------ |
| 1      | 鹿児島本線                        | 下り | 折尾・博多方面           |
| 1      | □特急「ソニック」「きらめき」     | 下り | 折尾・博多方面           |
| 1      | □特急「リレーかもめ」             | 下り | 博多・佐賀・長崎方面     |
| 1      | □特急「かささぎ」                 | 下り | 博多・佐賀・肥前鹿島方面 |
| 2      | 鹿児島本線                        | 上り | 小倉・下関方面           |
| 2      | □特急「ソニック」                 | 上り | 小倉・大分方面           |
| 2      | □特急「きらめき」「リレーかもめ」 | 上り | 小倉・門司港方面         |

- ホーム（2017年4月）

## 駅弁
東筑軒が調製・販売。主な駅弁は下記の通り。
- 大名道中駕籠かしわ
- かしわめし

## 利用状況
2023年（令和5年）度の1日平均乗車人員は8,372人であり、JR九州の駅としては福間駅に次いで第18位である。
駅発着のバスが多く、朝夕の通勤時間帯は学生や通勤客で賑わう。また、7月には戸畑祇園大山笠やくきのうみ花火の祭典があるため、この時期はいつも以上の賑わいを見せる｡
JR九州及びとうけい北九州によると、近年の1日平均乗車人員の推移は下記の通り。
| 年度   | 1日平均 乗車人員 |
| ------ | ---------------- |
| 1976年 | 19,983           |
| -      | -                |
| 2000年 | 10,863           |
| 2001年 | 10,638           |
| 2002年 | 10,172           |
| 2003年 | 10,453           |
| 2004年 | 10,542           |
| 2005年 | 10,374           |
| 2006年 | 10,323           |
| 2007年 | 10,447           |
| 2008年 | 10,291           |
| 2009年 | 10,046           |
| 2010年 | 9,924            |
| 2011年 | 9,963            |
| 2012年 | 9,825            |
| 2013年 | 10,081           |
| 2014年 | 9,535            |
| 2015年 | 9,715            |
| 2016年 | 9,653            |
| 2017年 | 9,712            |
| 2018年 | 9,653            |
| 2019年 | 9,622            |
| 2020年 | 7,521            |
| 2021年 | 7,830            |
| 2022年 | 8,235            |
| 2023年 | 8,372            |

## 駅周辺
駅南側は戸畑区の中心商店街である。駅北側は洞海湾の埋立地で、自由通路を抜けて北に400m程度直進すると戸畑渡場へ行き着く。戸畑渡場から船で若松区へ渡ることが出来る。
かつては少し離れた場所を路面電車（西鉄北九州線（戸畑線・枝光線））が通っていたが、1985年（昭和60年）に廃止された。

### 駅舎内（えきマチ1丁目戸畑）
駅構内に「えきマチ1丁目戸畑（旧:ミュー戸畑）がある。
一階
- 東筑軒 戸畑駅ビル店
- Taiyaki Cafe あまとうや
- タントン整骨院
- ダントン整体院
- ファミリーマートJR戸畑駅店
- サンキュードラッグ ミュー戸畑薬局
- ドトールコーヒーJR戸畑駅店

二階
- 理容関門
- アップル不動産 戸畑店
- ワイズ美容室
- 本城歯科医院
- 土井皮ふ科クリニック

### 駅周辺の各種施設など
- 戸畑区役所[1]
- ウェルとばた
  - 北九州市立戸畑市民会館（ウェルとばた3階）
- 福岡銀行戸畑支店
- 西日本シティ銀行戸畑支店
- 北九州銀行戸畑支店
- 大分銀行戸畑支店
- 福岡中央銀行戸畑支店
- 西京銀行戸畑支店
- 九州労働金庫戸畑支店
- 福岡ひびき信用金庫浅生支店
- 福岡県戸畑警察署 - 南西約400m
- イオン戸畑ショッピングセンター[1]
  - イオンシネマ戸畑
  - コナミスポーツクラブ戸畑
- ベスト電器戸畑店
- 戸畑けんわ病院
- 北九州市立高等学校
- 飛幡八幡宮

### 船舶
- 若戸渡船 - 若松方面（徒歩7分）

### 道路
- 若戸大橋
- 若戸トンネル
- 国道199号

## バス路線
降車場と、乗り場（屋根付き）あり
- 西鉄バス北九州 - 北九州市内小倉、門司、八幡、黒崎方面
- 北九州市交通局 - 若松方面

## 隣の駅
九州旅客鉄道（JR九州）
 鹿児島本線
- 特急「きらめき」「リレーかもめ」「かささぎ」停車駅
- 特急「ソニック」一部停車駅

■快速
西小倉駅 (JA27) - 戸畑駅 (JA25) - （土休日の一部はスペースワールド駅 (JA23)）- 八幡駅 (JA22)
■区間快速・■普通
九州工大前駅 (JA26) - 戸畑駅 (JA25) - 枝光駅 (JA24)
※一部が停車していた「にちりんシーガイア」は2021年3月のダイヤ改正で全列車通過に変更された。